# Poison (pel·lícula)
Poison és una pel·lícula de ciència-ficció dramàtica de terror estatunidenca del 1991 escrita i dirigida per Todd Haynes i protagonitzada per Edith Meeks, Larry Maxwell, Susan Gayle Norman, Scott Renderer i James Lyons.
Està compost per tres històries intercalades que s'inspiren parcialment en les novel·les de Jean Genet. Amb els seus temes gai, Poison es considera una entrada inicial al moviment New Queer Cinema. La pel·lícula es va estrenar al Festival de Cinema de Sundance l'11 de gener de 1991. Va ser estrenada en una estrena limitada per Zeitgeist Films el 5 d'abril de 1991.

## Trama
Les tres històries intercalades que formen Poison són:
- Heroi: en Richie, de set anys, dispara al seu pare maltractador i després s'allunya volant. La història s'explica a l'estil d'un episodi d'un noticiari de teletabloid.
- Horror: explicat a l'estil d'una "pel·lícula de terror psicotròpica" de mitjans dels anys 60, Horror tracta d'un científic que aïlla l'"elixir de la sexualitat humana" i, després de beure'l, es transforma. en un horrible leprós assassí.
- Homo: La història d'un presoner, John Broom, que es veu atret per un altre presoner, Jack Bolton, a qui havia conegut i vist humiliat quan era jove en un centre de menors. És una adaptació d'una part del Miracle de la rose (1946) de Genet.

## Repartiment
- Scott Renderer com a John Broom
- James Lyons com a Jack Bolton
- Edith Meeks com a Felicia Beacon
- Millie White com Millie Sklar
- Buck Smith com a Gregory Lazar
- Rob LaBelle com a Jay Wete
- John Leguizamo com a Chanchi[b]
- Anne Giotta com a Evelyn McAlpert
- Lydia Lafleur com Sylvia Manning
- Ian Nemser com a Sean White
- Evan Dunsky com el Dr. MacArthur
- Susan Gayle Norman com a Dr. Nancy Olsen
- Marina Lutz com a Hazel Lamprecht
- Barry Cassidy com a oficial Rilt
- Richard Anthony com Edward Comacho
- Angela M. Schreiber com Florence Giddens
- Justin Silverstein com a Jake
- Chris Singh com a Chris
- Edward Allen com a Fred Beacon
- Larry Maxwell com el Dr. Graves
- Al Quagliata com a diputat Hansen

## Estrena
Poison es va estrenar mundialment al Festival de Cinema de Sundance l'11 de gener de 1991.Més tard Zeitgeist Films va adquirir els drets de distribució de la pel·lícula. Va ser llançat en una versión limitada el 5 d'abril de 1991.

## Recepció
La pel·lícula va rebre crítiques generalment positives. Actualment té una puntuació del 79% "fresca" a Rotten Tomatoes basada en 24 ressenyes, amb una mitja ponderada de 7,4/10. El consens del lloc diu: "Claustrofòbic i horror peculiar, aquest és un debut decentment brut per al director Todd Haynes".

## Premis i nominacions
- Festival Internacional de Cinema de Berlín Premi Teddy a la millor pel·lícula, 1991 (guanyador)
- Fantasporto Premi de la Crítica, 1992 (guanyador); Premi internacional de cinema fantàstic a la millor pel·lícula, 1992 (nominada)
- Premis Independent Spirits Millor director, 1992 (nominat); Millor primera pel·lícula, 1992 (nominada)
- Festival Internacional de Cinema de Locarno Pardo d'oro, 1991 (nominat)
- XXIV Festival Internacional de Cinema Fantàstic de Sitges Premi Especial del Jurat, 1991, "Per mantenir vigents els valors subversius inherents a qualsevol poesia genuïna"[5]
- Festival de Cinema de Sundance Gran Premi del Jurat - Dramàtic, 1991 (guanyador)